# Palazzo Ruffo di Bagnara
Il palazzo Ruffo di Bagnara è un edificio di valore storico e architettonico di Napoli,  situato in piazza Dante.
Venne eretto agli inizi del XVII secolo su commissione di Giovan Battista De Angelis. Venne ereditato successivamente dal figlio Francesco Antonio De Angelis che fu consigliere del viceré Rodrigo Ponce de Leon, duca d'Arcos, e per questo fu assaltato e saccheggiato durante la sommossa di Masaniello nel 1647. In condizioni semi-dirute, fu acquistato nel 1673 da Fabrizio Ruffo (1619-1692), fratello del terzo duca di Bagnara, Carlo Ruffo (1616-1690), cavaliere di Malta, valoroso guerriero e capitano dell'Armata Navale Gerolosomitana. Arricchitosi ulteriormente con l'enorme bottino ricavato da uno scontro con i pirati saraceni, diede l'incarico di ricostruirlo e ingrandirlo non a Carlo Fontana, come molte fonti narrano, a partire da Carlo Celano, ma a Francesco Antonio Picchiatti . Nella prima metà dell'Ottocento il palazzo fu restaurato da Vincenzo Salomone su commissione del dodicesimo duca di Bagnara, Vincenzo Ruffo (1803-1880). Il palazzo possiede una cappella, sulla sinistra della facciata.
Nel medesimo secolo qui visse il letterato Basilio Puoti, conosciuto nella letteratura italiana come un eminente purista.

## Altre immagini

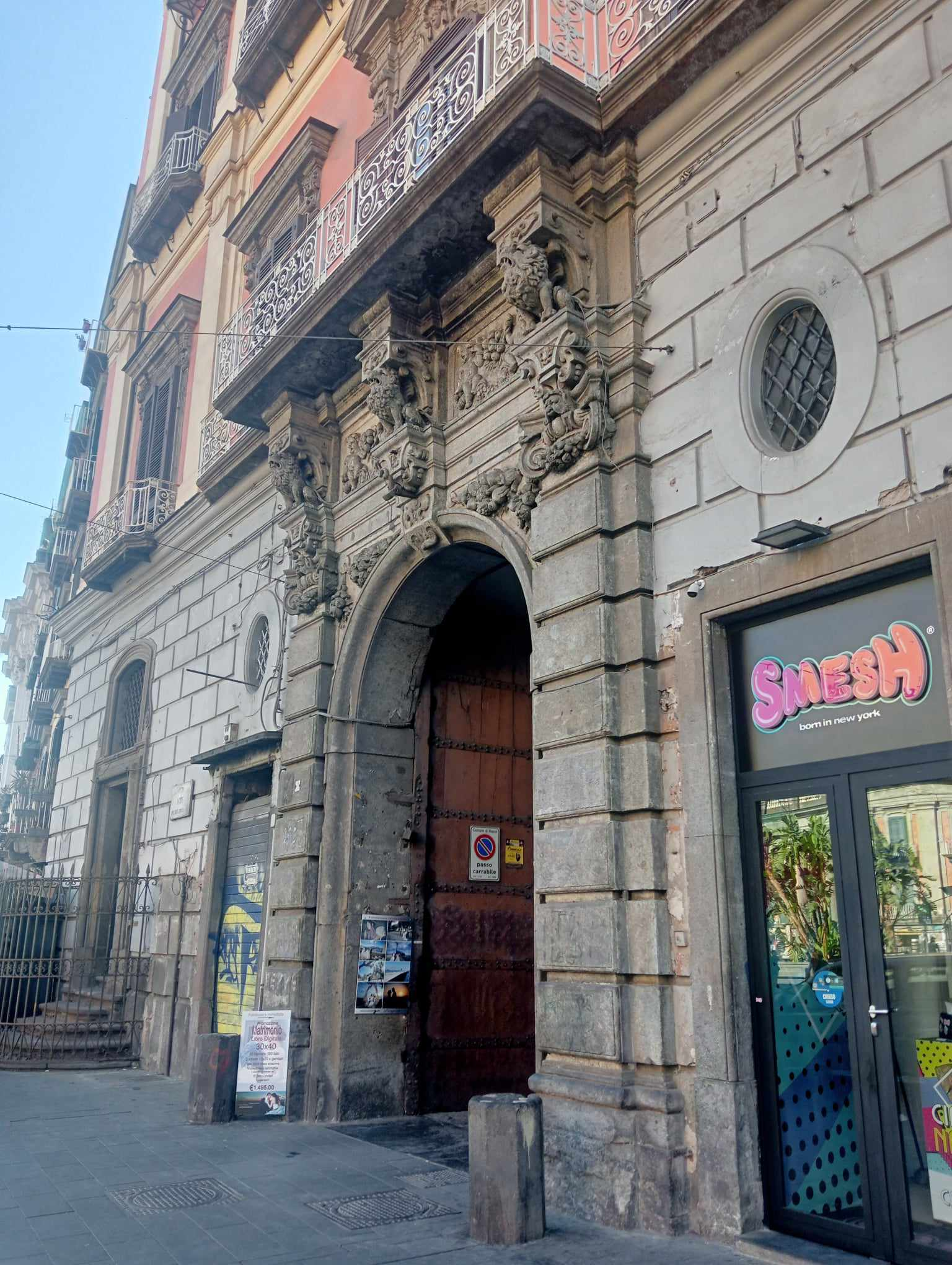
Il portale barocco
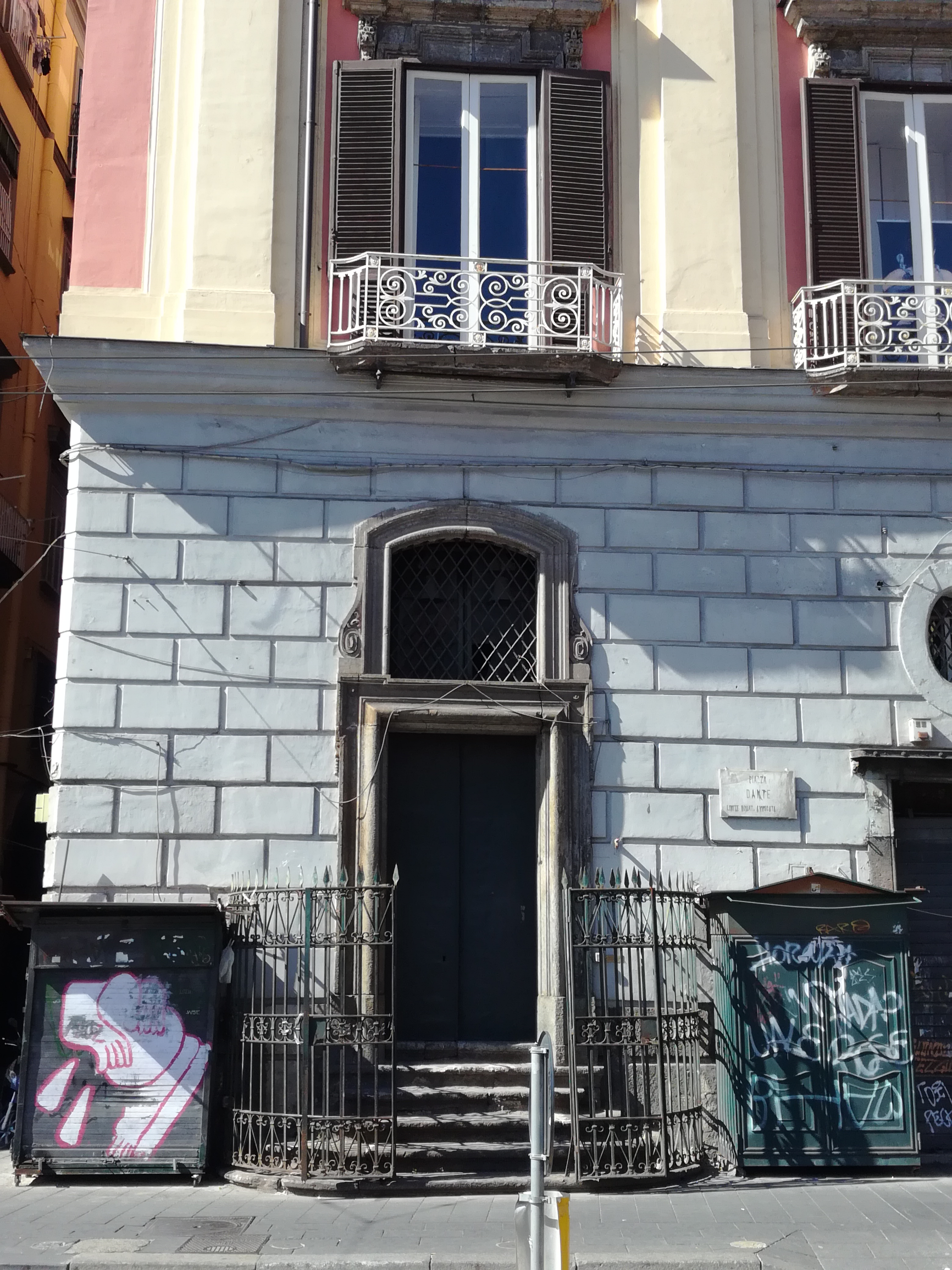
Cappella del palazzo
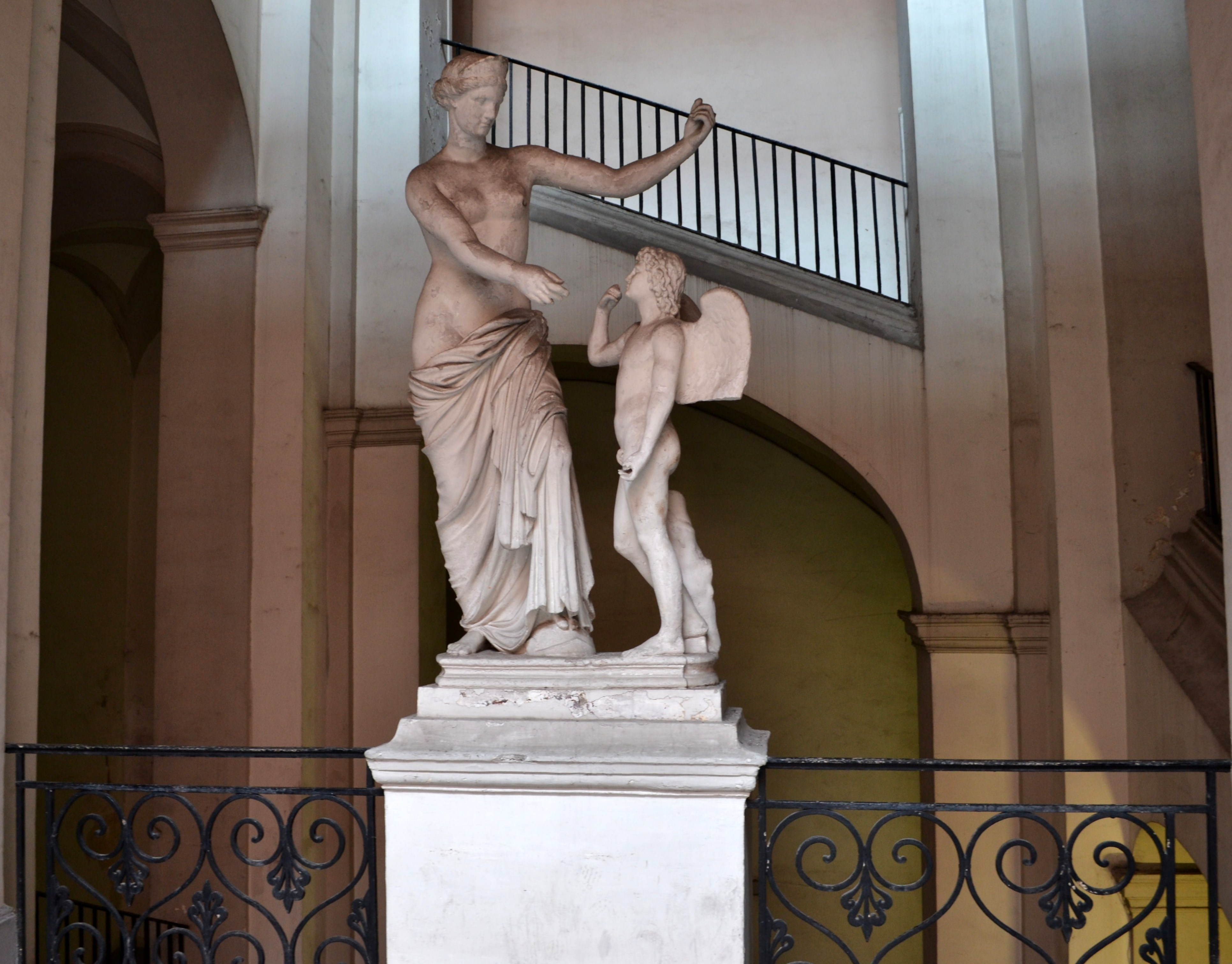
Gruppo scultoreo situato nello scalone